# Menophra japygiaria
Menophra japygiaria is een vlinder uit de familie spanners (Geometridae). De wetenschappelijke naam is voor het eerst geldig gepubliceerd in 1849 door O. Costa.
De soort komt voor in Europa.